# Giovanni Croce
Giovanni Croce, även kallad il Chiozzotto, född omkring 1557 i Chioggia, död 15 maj 1609 i Venedig, var en venetiansk tonsättare.
Croce var lärjunge till Gioseffo Zarlino och anställdes vid Markuskyrkan i Venedig, där han blev kapellmästare 1603. Croce var en av den venetianska skolans främsta tonsättare och skrev madrigaler, chansonetter, mässor, motetter, psalmer, lamentationer med mera.
Croces kompositioner har tryckts i Carl Proskes Musica divina och Franz Xaver Haberls Repertorium musicæ sacræ.